# Igreja Presbiteriana Reformada Evangélica
A Igreja Presbiteriana Reformada Evangélica (IPRE) - em inglês Evangelical Reformed Presbyterian Church - foi uma denominação presbiteriana, formada em 2006, por igrejas que se separam da Igreja Presbiteriana na América  e Igreja Presbiteriana Ortodoxa, sob acusação de que ambas as denominações seriam tolerantes a Visão Federal da Teologia da aliança.
Em 2015 a denominação se dissolveu e suas igrejas tornaram-se independentes.

## História
As igrejas presbiterianas são oriundas da Reforma Protestante do século XVI. São as igrejas cristãs protestantes que aderem à teologia reformada e cuja forma de organização eclesiástica se caracteriza pelo governo de assembleia de presbíteros. O governo presbiteriano é comum nas igrejas protestantes que foram modeladas segundo a Reforma protestante suíça, notavelmente na Suíça, Escócia, Países Baixos, França e porções da Prússia, da Irlanda e, mais tarde, nos Estados Unidos.
Em 2006, um grupo de igrejas se separou da Igreja Presbiteriana na América e Igreja Presbiteriana Ortodoxa, sob acusação de que ambas as denominações seriam tolerantes a Visão Federal da Teologia da aliança. Juntas, estas igrejas constituíram a Igreja Presbiteriana Reformada Evangélica.
A denominação chegou a ter 6 igrejas em 2015. Todavia, em outubro do mesmo ano a IPRE foi dissolvida e suas igrejas tornaram-se independentes desde então.

## Doutrina
A denominação subscrevia a Confissão de Fé de Westminster, Catecismo Maior de Westminster e Breve Catecismo de Westminster.